# Saison 1969-1970 des Celtics de Boston
La saison 1969-1970 des Celtics de Boston est la 24e saison de basket-ball de la franchise américaine de la National Basketball Association (généralement désignée par le sigle NBA).

## Draft
| Tour | Choix | Joueur          | Poste | Nationalité | Provenance |
| ---- | ----- | --------------- | ----- | ----------- | ---------- |
| 1    | 9     | Jo Jo White     | G     | États-Unis  | Kansas     |
| 4    | 52    | Steve Kuberski  | F / C | États-Unis  | Bradley    |
| 5    | 66    | George Thompson | G     | États-Unis  | Marquette  |

## Classement de la saison régulière
| Division Est          | V  | D  | PCT  | GB |
| --------------------- | -- | -- | ---- | -- |
| Knicks de New York    | 60 | 22 | 73.2 | -  |
| Bucks de Milwaukee    | 56 | 26 | 68.3 | 4  |
| Bullets de Baltimore  | 50 | 32 | 61.0 | 10 |
| 76ers de Philadelphie | 42 | 40 | 51.2 | 18 |
| Royals de Cincinnati  | 36 | 46 | 43.9 | 24 |
| Celtics de Boston     | 34 | 48 | 41.5 | 26 |
| Pistons de Détroit    | 31 | 51 | 37.8 | 29 |

## Effectif
| Effectif des Celtics de Boston 1969-1970 |
| --- |
| 7 Em Bryant • 10 Jo Jo White • 11 Steve Kuberski • 12 Don Chaney • 16 Tom Sanders • 17 John Havlicek • 18 Bailey Howell • 19 Don Nelson • 20 Larry Siegfried • 26 Rich Johnson • 27 Rich Niemann • 28 Jim Barnes • 29 Hank FinkelEntraîneur : Tom Heinsohn |

## Statistiques

### Saison régulière
| Joueur          | Matchs | Min./m. | % Tir | % LF  | Rbds/m. | Pass/m. | Pts/m. |
| --------------- | ------ | ------- | ----- | ----- | ------- | ------- | ------ |
| Jim Barnes      | 77     | 13.6    | .410  | .742  | 4.5     | 0.7     | 5.9    |
| Em Bryant       | 71     | 22.8    | .404  | .746  | 3.8     | 3.3     | 7.8    |
| Don Chaney      | 63     | 13.3    | .359  | .752  | 2.4     | 1.1     | 5.0    |
| Hank Finkel     | 80     | 23.3    | .454  | .670  | 7.7     | 1.3     | 9.7    |
| John Havlicek   | 81     | 41.6    | .464  | .844  | 7.8     | 6.8     | 24.2   |
| Bailey Howell   | 82     | 25.3    | .429  | .763  | 6.7     | 1.5     | 12.6   |
| Rich Johnson    | 65     | 13.8    | .463  | .657  | 3.2     | 0.5     | 5.8    |
| Steve Kuberski  | 51     | 15.6    | .388  | .696  | 5.0     | 0.6     | 6.4    |
| Don Nelson      | 82     | 27.1    | .501  | .775  | 7.3     | 1.8     | 15.4   |
| Rich Niemann    | 6      | 3.0     | .400  | 1.000 | 1.0     | 0.3     | 1.0    |
| Tom Sanders     | 57     | 28.4    | .443  | .880  | 5.5     | 1.6     | 11.5   |
| Larry Siegfried | 78     | 26.7    | .424  | .856  | 2.7     | 3.8     | 12.6   |
| Jo Jo White     | 60     | 22.1    | .452  | .822  | 2.8     | 2.4     | 12.2   |

## Récompenses
- John Havlicek, All-NBA Second Team
- John Havlicek, NBA All-Defensive Second Team
- Jo Jo White, NBA All-Rookie First Team